# کارلس سانس
کارلس سانس (اسپانیایی: Carles Sans‎؛ زادهٔ ۲۵ مهٔ ۱۹۷۵) بازیکن واترپلو اهل اسپانیا بود.